# Ball der Offiziere
Der Ball der Offiziere, auch: „Alt-Neustädter Ball“, ist ein Tanzball der Offiziere des Österreichischen Bundesheeres im großen Festsaal der Wiener Hofburg.
Am Ball nehmen jedes Jahr rund 3500 Besucher teil. Er findet am dritten Freitag des Jahres statt. Den Ehrenschutz trägt der Bundespräsident der Republik Österreich, der gleichzeitig Oberbefehlshaber des Österreichischen Bundesheeres ist.

## Geschichte
Der Ball der Offiziere ist eine Veranstaltung, die seit 1926 durchgeführt wird und als einer der Höhepunkte der Wiener Ballsaison gilt. Die Uniformen aus aller Welt sollen die Einbettung des Bundesheeres und seiner Offiziere in die österreichische Gesellschaft sowie die internationale Gemeinschaft verdeutlichen.
Von 1926 bis 1938 fand das Ereignis in den Räumen der Wiener Hofburg statt. 1956, in einer Zeit des wirtschaftlichen Aufschwunges, setzte man den Ball unter der Schirmherrschaft des Bundesministeriums für Landesverteidigung in den Wiener Sofiensälen fort. 1981 kehrte der Tanzball wieder in die prunkvollen Räumlichkeiten der Hofburg zurück.
Der 1919 gegründete Verein Alt-Neustadt, eine Vereinigung von Absolventen der Maria Theresianischen Militärakademie in Wiener Neustadt, organisiert den Ball seit seinem Bestehen 1926.
Aufgrund des Erfolgs in den 1960er und 1970er Jahren wurde ein Ballkomitee geschaffen, das seit 1977 die Geschicke des Balles leitet. Es setzt sich aus Offizieren des Bundesministeriums für Landesverteidigung und Sport, des Militärkommandos Wien und der Absolventenvereinigung Alt-Neustadt sowie der Miliz zusammen.
Im September 2020 wurde die für Jänner 2021 geplante Veranstaltung aufgrund der COVID-19-Pandemie abgesagt.

## Höhepunkte und Programm
Einer der Höhepunkte des Balles ist die feierliche Eröffnung durch das Jungdamen- und Herrenkomitee, bestehend aus Offizieranwärtern des ersten Jahrgangs der Militärakademie. Seit einigen Jahren werden die österreichischen Fähnriche der Theresianischen Militärakademie von Kameraden aus anderen Ländern unterstützt. Damit wird die Internationalität des Balles bereits bei der Eröffnung verdeutlicht. 2014 haben Zöglinge – Schülerinnen und Schüler des Militärrealgymnasiums in Wiener Neustadt – zum ersten Mal die Möglichkeit, auch an der Eröffnung teilzunehmen. Milizoffiziere und Milizoffiziersanwärter des Bundesheeres konnten sich ebenfalls zum Eröffnen melden. Damit wird die Verbundenheit von Milizstand und Präsenzstand im Österreichischen Bundesheer betont. Die Eröffnungschoreografie wird von der Tanzschule Elmayer einstudiert.
Bis zu zehn Musikformationen sorgen in 23 Sälen, u. a. auch einer Disco, für Unterhaltung und Tanz. Show- und Tanzeinlagen sowie Gäste aus dem In- und Ausland machen den Ball zu einem gesellschaftlichen Höhepunkt der Stadt Wien. Der Ball der Offiziere ist nicht nur ein Treffpunkt der Wiener Gesellschaft, sondern auch der europäischen Politik, Wirtschaft und Society.
Das musikalische Programm umfasste unter anderem Auftritte von Andy Lee Lang, der Rounder Girls, James Cottriall, Eric Papilaya, Sandra Pires und Waterloo.
Während des Balles besteht die Möglichkeit, mit Tanzprofis zu tanzen. Die Heeressportler und Dancingstars Vadim Garbuzov und Kathrin Menzinger waren 2015 bereits zum vierten Mal beim Ball der Offiziere dabei.

## Motto
Jedes Jahr findet der Ball der Offiziere unter einem bestimmten Motto statt. Die Mottos werden oft an die Wiener Walzertradition angelehnt.
- 2011 wurde der Ball Carl Michael Ziehrer gewidmet, dessen Walzer Hereinspaziert das Motto des Abends bildete.
- 2012 präsentierte sich der Ball unter dem Motto „Gold und Silber“, jenen Edelmetallen, die auch in Form von Dienstgraden, Abzeichen und Orden an Uniformen zu finden sind.
- 2013 lautete das Motto „Taktvoll“, einerseits bezogen auf die Musik, andererseits auch auf den taktvollen Umgang untereinander.
- 2014 stand der Ball unter dem Motto „Ein Walzertraum“, angelehnt an die Melodie Leise, ganz leise klingt's wie ein Traum von Oscar Straus.
- 2015 stand der Ball im Zeichen des Jubiläums „60 Jahre Bundesheer“.[5]